# トニー・ダグラス
トニー・ダグラス (Toney Bernard Douglas 1986年3月16日 - )は、アメリカ合衆国・フロリダ州タンパ出身、ジョージア州ジョーンズボロ育ちのプロバスケットボール選手。ポジションはポイントガード。

## 来歴
ジョージア州のジョーンズボロ高校時代は、アメリカンフットボールとバスケットボールの両方のスポーツで活躍した二刀流選手だった。オーバーン大学に進学後にバスケットボールに専念。2005年にフロリダ州立大学に転校し、NCAAの規定により翌2006年より公式戦出場が認められ、同大学の主力として活躍。2009年のNBAドラフトでは、ロサンゼルス・レイカーズから29位で指名されるも、交渉権はすぐさまニューヨーク・ニックスに移動。2010-11シーズンに頭角を表し、81試合に出場。プレーオフのボストン・セルティックス戦も4試合中3試合に先発出場するなど期待されていたが、その後ニックスはシーズンオフにバロン・デイビス、マイク・ビビーと契約。更に2011-12シーズンにはジェレミー・リンのよる "リンサニティー現象" でダグラスの居場所は
無くなり、2012年夏にマーカス・キャンビーとのトレードでヒューストン・ロケッツに移籍。しかし、新天地でも同じくロケッツに移籍してきたジェレミー・リンの後塵を拝し、2013年2月のトレード期限日にサクラメント・キングスに放出された。
2013-14シーズンはゴールデンステート・ウォリアーズとマイアミ・ヒートでプレー。2014-15シーズンは中国でプレーし、シーズン終了後の2015年2月に10日間契約にニューオーリンズ・ペリカンズに加入。そのままシーズン終了までの契約を勝ち取り、ペリカンズの2011年以来のプレーオフ進出を後押し。シーズン終了後に解雇され、2015-16シーズン開幕前はインディアナ・ペイサーズのトレーニングキャンプに参加していたものの解雇され、開幕後にタイリーク・エバンス、ドリュー・ホリデー、ノリス・コール、クインシー・ポンデクスターなど負傷者が続出したペリカンズに呼び戻された。
2016-17シーズンは、開幕前にクリーブランド・キャバリアーズのキャンプに参加するも解雇。2016年12月5日、メンフィス・グリズリーズは、マイク・コンリーが脊髄を骨折する重傷を負った関係で、ハードシップ例外条項を行使し、ダグラスと契約。15日に解雇。翌年1月29日に10日間契約で再契約した。

### 国外でのキャリア(2017-)

#### ベンフィカ(2022-2024)
2022年8月14日、ポルトガルのトップリーグであるリーガ・ポルトゲーサ・デ・バスケットボールに所属するベンフィカとの契約が発表された。

#### FCポルト(2024-)
2024年8月10日、FCポルトへの加入が発表された

## 家族
- 兄はNFL選手のハリー・ダグラス (Harry Douglas) で、長くアトランタ・ファルコンズで活躍し、現在はテネシー・タイタンズに所属している。本名は "ハリー・ダグラス4世" (Harry Douglas Ⅳ)。
- 兄弟がNFLとNBAの両方のプロスポーツでプレーしているというケースは、史上6組目である[9]。
- 一方トニーの方は、「屋外のスポーツはとても暑いから」という理由で、大学進学後はバスケットボールに専念した。